# Chérifien-rijk
Het Sjerifisch Rijk (in het Arabisch: المملكة الشريفة (al-mamlaka as-sjarifa) of الدولة المغربية الشريفة (ad-dawla al-maghribia as-sjarifa)) is een historische benaming van Marokko die tussen de 16e en 20e eeuw gebruikt is voor het land onder de heerschappij van respectievelijk de Saadidynastie en vervolgens van de Alaouidynastie. Beide dynastieën beweerden van sjariefische afkomst te zijn.

## Geschiedenis
Tot 1912 was het een multi-etnisch en multi-confessioneel rijk met wisselende grenzen, onder een bewind dat zijn legitimiteit ontleende aan een mix van theocratie en militaire macht. Het rijk werd langzaam ingekapseld door de komst van Europese machten in de 19e eeuw. Frankrijk had het naburige Algerije gekoloniseerd, en strekte zijn invloed westwaarts uit. Met de ondertekening van het protectoraatverdrag door de Alawitische sultan Moulay Abdelhafid op 30 maart 1912 in Fez werd het rijk een protectoraat, voor het grootste deel van Frankrijk, het noorden (De Rifstreek) van Spanje (Spaans-Marokko).
De naam raakte kort na het einde van het Franse protectoraat in onbruik. Op het niveau van het officiële bulletin wordt de naam "Chérifien Rijk" voor de laatste keer gebruikt in de kop van nummer 2352 van 22 november 1957 en wordt vervangen door "Koninkrijk Marokko" in de kop van nummer 2353 van 29 november 1957 en volgende.
| Vlag | Naam      | Hoofdstad               | Begin | Einde | Opmerking                                             |
| ---- | --------- | ----------------------- | ----- | ----- | ----------------------------------------------------- |
|      | Saadiden  | Taroudant Marrakesh Fez | 1549  | 1659  |                                                       |
|      | Alaouiten | Fez Rabat (vanaf 1925)  | 1665  | Heden | Van 1912 tot 1956 was Marokko een Frans protectoraat. |